# Ye Mingchen
Ye Mingchen (Hanyang, 1807 - Kolkata, 8 april 1859) (jiaxiang: Hubei, Wuhan, Hanyang) was een mandarijn in hoge rang. Hij was van 1852 tot 1858 de gouverneur van Liangguang. Hij staat bekend om zijn grote standvastigheid om Britse invloeden in Guangzhou te weren. De Britten hadden na de overwinning in de Eerste Opiumoorlog recht op meer invloedssfeer. Vroeger werd hij gezien als een van de oorzaken van het begin van de Tweede Opiumoorlog, maar tegenwoordig wordt hij gezien als een held die het Chinees nationalisme uitdrukte. In Guangzhou staat nu een monument ter herinnering aan hem. In de oorlog werd hij door de Britten gevangengenomen en meegenomen naar het Indiase Kolkata. Hij stierf daar door verhongering in gevangenschap.
- International Standard Name Identifier: 0000 0003 9148 3003
- Library of Congress Control Number: n2013019435
- Nationale Bibliotheek van Israël: 987008713066105171
- Virtual International Authority File: 285364002
- WorldCat: E39PBJtcJvBFR4RDBPdpJyvj4q